# Nuoto ai Giochi della XXXIII Olimpiade - 100 metri stile libero femminili
La gara di nuoto dei 100 metri stile libero femminili dei Giochi della XXXIII Olimpiade di Parigi è stata disputata tra il 30 e il 31 luglio 2024 presso l'Olympic Aquatics Centre alla Paris La Défense Arena.

## Record
Prima della competizione il record del mondo e il record olimpico erano i seguenti:
| Record mondiale | 51"71 | Sarah Sjöström Svezia | 23 luglio 2017 Budapest, Ungheria |
| Record olimpico | 51"96 | Emma McKeon Australia | 30 luglio 2021 Tokyo, Giappone    |

## Programma
| Data           | Ora (UTC+1) | Turno      |
| -------------- | ----------- | ---------- |
| 30 luglio 2024 | 10:00       | Batterie   |
| 30 luglio 2024 | 20:25       | Semifinali |
| 31 luglio 2024 | 19:30       | Finale     |

## Risultati

### Batterie
| Pos. | Batterie | Corsia | Atleta                        | Nationalità   | Tempo   | Note  |
| ---- | -------- | ------ | ----------------------------- | ------------- | ------- | ----- |
| 1    | 2        | 4      | Sarah Sjöström                | Svezia        | 52"99   | Q     |
| 2    | 4        | 4      | Siobhán Haughey               | Hong Kong     | 53"02   | Q     |
| 3    | 2        | 5      | Yang Junxuan                  | Cina          | 53"05   | Q     |
| 4    | 4        | 5      | Marrit Steenbergen            | Paesi Bassi   | 53"22   | Q     |
| 5    | 3        | 4      | Mollie O'Callaghan            | Australia     | 53"27   | Q     |
| 6    | 3        | 5      | Shayna Jack                   | Australia     | 53"40   | Q     |
| 7    | 4        | 3      | Torri Huske                   | Stati Uniti   | 53"53   | Q     |
| 8    | 2        | 3      | Gretchen Walsh                | Stati Uniti   | 53"54   | Q     |
| 9    | 3        | 2      | Béryl Gastaldello             | Francia       | 53"65   | Q     |
| 10   | 3        | 3      | Anna Hopkin                   | Gran Bretagna | 53"67   | Q     |
| 10   | 4        | 1      | Kayla Sanchez                 | Filippine     | 53"67   | Q,    |
| 12   | 4        | 2      | Marie Wattel                  | Francia       | 53"70   | Q     |
| 13   | 4        | 6      | Wu Qingfeng                   | Cina          | 54"03   | Q     |
| 14   | 3        | 6      | Michelle Coleman              | Svezia        | 54"10   | Q     |
| 15   | 4        | 7      | Neza Klancar                  | Slovenia      | 54"12   | Q     |
| 16   | 2        | 2      | Margaret MacNeil              | Canada        | 54"16   | Q, WD |
| 17   | 2        | 6      | Barbora Seemanová             | Rep. Ceca     | 54"66   | Q     |
| 18   | 2        | 7      | Kalia Antoniou                | Cipro         | 54"75   |       |
| 19   | 3        | 1      | Snaefridur Sol Jorunnardottir | Islanda       | 54"85   |       |
| 20   | 3        | 7      | Kornelia Fiedkiewicz          | Polonia       | 55"25   |       |
| 21   | 3        | 8      | Jana Pavalic                  | Croazia       | 55"77   |       |
| 22   | 4        | 8      | Gloria Anna Muzito            | Uganda        | 55"95   |       |
| 23   | 2        | 1      | Jillian Janis Geohagan Crooks | Isole Cayman  | 56"15   |       |
| 24   | 2        | 8      | Nesrine Medjahed              | Algeria       | 57"34   |       |
| 25   | 1        | 4      | Paige Van Der Westhuizen      | Zimbabwe      | 58"19   |       |
| 26   | 1        | 3      | Tilly Collymore               | Grenada       | 58"84   |       |
| 27   | 1        | 5      | Maxine Egner                  | Botswana      | 58"98   |       |
| 28   | 1        | 6      | Aleka Kylela Persaud          | Guyana        | 1'01"29 |       |
| 29   | 1        | 2      | Rana Saadeldin                | Sudan         | 1'04"72 |       |

### Semifinali
| Pos. | Batterie | Corsia | Atleta             | Nationalità   | Tempo | Note |
| ---- | -------- | ------ | ------------------ | ------------- | ----- | ---- |
| 1    | 1        | 4      | Siobhán Haughey    | Hong Kong     | 52"64 | Q    |
| 2    | 1        | 3      | Shayna Jack        | Australia     | 52"72 | Q    |
| 3    | 2        | 3      | Mollie O'Callaghan | Australia     | 52"75 | Q    |
| 4    | 2        | 5      | Yang Junxuan       | Cina          | 52"81 | Q    |
| 5    | 1        | 5      | Marrit Steenbergen | Paesi Bassi   | 52"86 | Q    |
| 6    | 2        | 4      | Sarah Sjöström     | Svezia        | 52"87 | Q    |
| 7    | 2        | 6      | Torri Huske        | Stati Uniti   | 52"99 | Q    |
| 8    | 1        | 6      | Gretchen Walsh     | Stati Uniti   | 53"18 | Q    |
| 9    | 2        | 1      | Wu Qingfeng        | Cina          | 53"34 |      |
| 10   | 1        | 7      | Marie Wattel       | Francia       | 53"38 |      |
| 11   | 1        | 2      | Anna Hopkin        | Gran Bretagna | 53"74 |      |
| 12   | 1        | 1      | Michelle Coleman   | Svezia        | 53"75 |      |
| 13   | 1        | 8      | Barbora Seemanová  | Rep. Ceca     | 53"94 |      |
| 14   | 2        | 8      | Neza Klancar       | Slovenia      | 53"96 | =    |
| 15   | 2        | 7      | Kayla Sanchez      | Filippine     | 54"21 |      |
| 16   | 2        | 2      | Béryl Gastaldello  | Francia       | 54"29 |      |

### Finale
| Pos.    | Corsia | Atleta             | Nazionalità | Tempo | Note |
| ------- | ------ | ------------------ | ----------- | ----- | ---- |
| Oro     | 7      | Sarah Sjöström     | Svezia      | 52"16 |      |
| Argento | 1      | Torri Huske        | Stati Uniti | 52"29 |      |
| Bronzo  | 4      | Siobhán Haughey    | Hong Kong   | 52"33 |      |
| 4       | 3      | Mollie O'Callaghan | Australia   | 52"34 |      |
| 5       | 5      | Shayna Jack        | Australia   | 52"72 |      |
| 6       | 6      | Yang Junxuan       | Cina        | 52"82 |      |
| 7       | 2      | Marrit Steenbergen | Paesi Bassi | 52"83 |      |
| 8       | 8      | Gretchen Walsh     | Stati Uniti | 53"04 |      |